# Ottochloa gracillima
Ottochloa gracillima är en gräsart som beskrevs av Charles Edward Hubbard. Ottochloa gracillima ingår i släktet Ottochloa och familjen gräs. Inga underarter finns listade i Catalogue of Life.